# Licenciado Benito Juárez
Licenciado Benito Juárez är en ort i Mexiko.   Den ligger i kommunen Navolato och delstaten Sinaloa, i den västra delen av landet, 1 000 km nordväst om huvudstaden Mexico City. Licenciado Benito Juárez ligger 11 meter över havet och antalet invånare är 24 185.
Terrängen runt Licenciado Benito Juárez är mycket platt. Runt Licenciado Benito Juárez är det ganska tätbefolkat, med 155 invånare per kvadratkilometer. Närmaste större samhälle är Navolato, 20,0 km nordväst om Licenciado Benito Juárez. Trakten runt Licenciado Benito Juárez består till största delen av jordbruksmark.